# Mary Kay
Mary Kay är ett amerikanskt hudvårds- och kosmetikmärke som ägs av Mary Kay Inc, grundat 1963. Produkterna omsätter globalt mer än 3,5 miljarder amerikanska dollar. Det fanns 2009 över 1,7 miljoner fristående hudvårdskonsulter i de 35 länder där företaget var verksamt. År 2014 fanns det över 3 miljoner fristående hudvårdskonsulter runt om i världen. Mary Kay säljer produkterna genom det som kallas Multi Level Marketing (MLM) - nätverksförsäljning eller pyramidförsäljning.
Produktsortimentet delas in i fem olika kategorier: hudvård, kosmetik, kroppsvård, solskyddsprodukter och parfymer.

## Historia
- Den 13 september 1963 startades företaget Beauty by Mary Kay av Mary Kay Ash tillsammans med sonen Richard Rogers.
- 1969 tog Mary Kay fram den rosa Cadillacen som en symbol för framgång. Starten var fem rosa Cadillac som fick disponeras av företagets fem främsta säljare.
- 1971 startade Mary Kay sin internationella expansion i Australien.
- 1976 introducerades Mary Kay på den amerikanska börsen, för att nio år senare köpas tillbaka i privat ägo.
- 2001 tog Mary Kays son och medgrundare av företaget, Richard Rogers, över rollen som CEO för Mary Kay Inc.
- 2020 meddelade Mary Kay att de lägger ner sin verksamhet i Australien, där pyramidförsäljning blivit olagligt[2].

## Produkterna
Produkterna säljs inte i butiker, utan endast via fristående hudvårdskonsulter vid olika typer av kundträffar och visningar. En fristående hudvårdskonsult kan även ha en hemsida med webbshop där kunder kan logga in och handla produkter direkt från sin konsult.
Företaget Mary Kay Inc. bedriver forskning och utveckling av nya produkter vid två fabriker i Dallas i Texas och i Hangzhou i Kina.

## Välgörenhet
År 1996 grundades The Mary Kay Ash Foundation. Fonden säger sig på sin hemsida arbeta mot cancerformer som drabbar kvinnor och för att ge stöd till kvinnor och barn som drabbats av våld i hemmet.

## Utmärkelser
År 1996 tilldelades företaget Mary Kay Inc. ett eget kapitel i boken Forbes Greatest Business Stories of All Time. Mary Kay Ash är den enda kvinnan av de 20 entreprenörerna boken handlar om.

## Mary Kay i Norden
Mary Kay introducerades i Norden 1992 av Ann och Bo Wallblom i Sverige. Verksamheten ägs och drivs av familjen Wallbloms helägda bolag Lesley Cosmetics AB. 2014 tog sonen Carl-Henric Wallblom över rollen som vd.
I Norden arbetade 2014 fler än 22 00 kvinnor som fristående hudvårdskonsulter. Det nordiska huvudkontoret med tillhörande distribution är beläget i Mölndal, strax söder om Göteborg.

## Kontroverser och rättsfall

### Woolf mot Mary Kay Cosmetics
I rättsfallet Woolf mot Mary Kay Cosmetics från 2004 argumenterades det att arbetsrättsliga regler kunde tillämpas på frilansare som arbetade hemifrån. Detta beslut stoppades och sedan upphävdes efter en överklagan. Högsta domstolen avslog att pröva fallet den 31 maj 2005. I detta fall blev Woolf avskedad från sin position som oberoende försäljningsdirektör eftersom hennes enhet misslyckades med att uppnå produktionsmålen under tre på varandra följande månader. Woolf hävdade att hennes avskedande var olagligt, eftersom hon led av cancer.

### Pink Truth
Pink Truth startades den 4 juli 2006 som "Mary Kay Sucks" och blev snabbt den snabbast växande och mest använda resursen för kvinnor inom och utanför Mary Kay Cosmetics. Webbplatsen har haft över 10 miljoner unika besökare sedan starten. Sidan vänder sig till avhoppare och före detta "hudvårdskonsulter" från företaget, de beskriver en kult-liknande verksamhet som bränner ut människor och ibland lämnar dem skuldsatta.